# Romain Arneodo
Romain Arneodo (født 4. august 1992 i Cannes, Frankrig) er en professionel tennisspiller fra Monaco, som indtil 2013 repræsenterede sit fødeland, Frankrig.